# Смирнова, Татьяна Владимировна
Татья́на Влади́мировна Смирно́ва (род. 25 января 1964) — российская кёрлингистка и тренер по кёрлингу.
Одна из первых российских кёрлингисток, в числе прочего была скипом женской сборной России на первых международных выступлениях сборной, в частности, на чемпионате Европы 1994.

## Достижения
- Чемпионат России по кёрлингу среди женщин: бронза (2008).
- Кубок России по кёрлингу среди женщин: бронза (2007).
- Чемпионат России по кёрлингу среди смешанных команд: серебро (2007).

## Команды
| Сезон                                          | Четвёртый        | Третий               | Второй             | Первый              | Запасной                                                      | Турниры                               |
| ---------------------------------------------- | ---------------- | -------------------- | ------------------ | ------------------- | ------------------------------------------------------------- | ------------------------------------- |
| 1994—95                                        | Татьяна Смирнова | Ирина Колесникова    | Марина Черепанова  | Екатерина Лисицкая  | тренер: Юрий Шулико                                           | ЧЕ 1994 (16 место)                    |
| 1995—96                                        | Татьяна Смирнова | Ирина Колесникова    | Екатерина Лисицкая | Марина Черепанова   | Natalie Loukashenkova тренер: Joe Wälchli                     | ЧЕ 1995 (11 место)                    |
| 1996—97                                        | Татьяна Смирнова | Ирина Колесникова    | Яна Некрасова      | Марина Черепанова   |                                                               | ЧЕ 1996 (13 место)                    |
| 1998—99                                        | Татьяна Смирнова | Ирина Колесникова    | Яна Некрасова      | Марина Черепанова   |                                                               | ЧЕ 1998 (11 место)                    |
| 1999—00                                        | Ольга Жаркова    | Нина Головченко      | Яна Некрасова      | Ирина Колесникова   | Татьяна Смирнова тренер: Ольга Андрианова                     | ЧЕ 1999 (8 место)                     |
| 2007—08                                        | Татьяна Смирнова | Татьяна Лукина       | Анастасия Скултан  | Юлия Сторожева      |                                                               | КРЖ 2007 · ЧРЖ 2008                   |
| 2008—09                                        | Татьяна Смирнова | Татьяна Лукина       | Анастасия Скултан  | Юлия Сторожева      |                                                               | КРЖ 2008 (8 место) ЧРЖ 2009 (7 место) |
| 2009—10                                        | Татьяна Смирнова | Татьяна Лукина       | Анастасия Скултан  | Юлия Сторожева      | Анна Грецкая                                                  | КРЖ 2009 (4 место) ЧРЖ 2010 (6 место) |
| 2010—11                                        | Татьяна Смирнова | Татьяна Лукина       | Анастасия Скултан  | Юлия Сторожева      | Анна Грецкая                                                  | КРЖ 2010 (7 место)                    |
| 2010—11                                        | Татьяна Смирнова | Татьяна Лукина       | Анастасия Скултан  | Юлия Сторожева      | Анна Грецкая, Марина Вдовина                                  | ЧРЖ 2011 (5 место)                    |
| 2011—12                                        | Татьяна Смирнова | Татьяна Лукина       | Анастасия Скултан  | Юлия Сторожева      | Анна Грецкая                                                  | КРЖ 2011 (11 место)                   |
| 2012—13                                        | Татьяна Смирнова | ?                    | ?                  | ?                   |                                                               | КРЖ 2012 (7 место)                    |
| 2013—14                                        | Татьяна Смирнова | Екатерина Толстова   | Екатерина Волкова  | Марина Калинина     | Дарья Соловьёва                                               | КРЖ 2013 (15 место)                   |
| 2014—15                                        | Татьяна Смирнова | Ирина Колесникова    | Наталья Ильенкова  | Людмила Мурова      | Екатерина Приемская тренер: Вадим Раев                        | ЧМВ 2015 (11 место)                   |
| 2015—16                                        | Татьяна Смирнова | Ирина Колесникова    | Наталья Ильенкова  | Людмила Мурова      | Екатерина Приемская тренер: Вадим Раев                        | ЧМВ 2016 (9 место)                    |
| 2017                                           | Татьяна Смирнова | Ирина Колесникова    | Наталья Ильенкова  | Людмила Мурова      | Екатерина Приемская тренер: Вадим Раев                        | ЧМВ 2017 (6 место)                    |
| 2018                                           | Татьяна Смирнова | Ирина Колесникова    | Наталья Ильенкова  | Екатерина Приемская | Людмила Мурова тренер: Александр Бадилин                      | ЧМВ 2018 (10 место)                   |
| 2018—19                                        | Татьяна Смирнова | Ирина Колесникова    | Наталья Ильенкова  | Екатерина Приемская | Людмила Мурова тренер: Яна Некрасова                          | ЧМВ 2019 (11 место)                   |
| Кёрлинг среди смешанных команд (mixed curling) |                  |                      |                    |                     |                                                               |                                       |
| 2006—07                                        | Татьяна Смирнова | ?                    | ?                  | ?                   |                                                               | ЧРСК 2007                             |
| 2007—08                                        | Татьяна Смирнова | Дмитрий Дмитриевский | Анастасия Скултан  | Дмитрий Тараканов   |                                                               | ЧРСК 2008 (13 место)                  |
| 2008—09                                        | Татьяна Смирнова | Дмитрий Тараканов    | Татьяна Лукина     | Д. Горюнов          | Юлия Сторожева, Дмитрий Дмитриевский тренер: Татьяна Смирнова | КРСК 2008 (5 место)                   |
| 2009—10                                        | Татьяна Смирнова | Дмитрий Дмитриевский | Анастасия Скултан  | Алексей Горюнов     | Юлия Сторожева, Дмитрий Тараканов тренер: Татьяна Смирнова    | КРСК 2009 (11 место)                  |
| 2009—10                                        | Татьяна Смирнова | Алексей Горюнов      | Анна Грецкая       | Алексей Тараканов   |                                                               | ЧРСК 2010 (16 место)                  |
| 2010—11                                        | Татьяна Смирнова | Алексей Горюнов      | Татьяна Лукина     | Дмитрий Тараканов   | Анна Грецкая                                                  | ЧРСК 2011 (12 место)                  |

(скипы выделены полужирным шрифтом)

## Результаты как тренера национальных сборных
| Год  | Турнир                            | Сборная          | Место |
| ---- | --------------------------------- | ---------------- | ----- |
| 1997 | Чемпионат Европы по кёрлингу 1997 | Россия (женщины) | 14    |